# Hubert Parry
Sir Charles Hubert Hastings Parry, angleški skladatelj, * 27. februar 1848, Bournemouth, Hampshire, † 7. oktober 1918, Knight's Croft, Sussex.
Šolal se je v Oxfordu, kompozicijo pri Henryju Hugu Piersonu v Stuttgartu in kasneje v Londonu. Sprva sta njegovo glasbeno ustvarjanje navdihovala Bach in Brahms, kasneje pa Elgar in Vaughan Williams. Od leta 1894 pa do svoje smrti je bil direktor Kraljevega glasbenega kolidža v Londonu.